# Patrick Friesacher
Patrick Friesacher, avstrijski dirkač Formule 1, * 26. september 1980, Wolfsberg, Avstrija.

## Življenjepis
Mednarodno kariero je začel v prvenstvu Formule 3000 v sezoni 2001, kjer je z dvema četrtima in enim petim mestom dosegel trinajsto mesto v dirkaškem prvenstvu. V naslednji naslednji sezoni 2002 je z drugim mestom dosegel prvo uvrstitev na stopničke, skupaj s še štirimi uvrstitvami med dobitnike točk mu je to prinesrlo deseto mesto v prvenstvu. V sezoni 2003 je dosegel prvo zmago, ob tem pa še tri uvrstitve na stopničke, kar mu je prineslo peto mesto v prvenstvu, rezultat ki ga je ponovil tudi v naslednji sezoni 2004 z eno zmago in še eno uvrstitvijo na stopničke. Dobri rezultati so mu prinesli sedež v Formuli 1, kjer je nastopil na prvih enajstih dirkah sezone 2005, ko je daleč najboljši rezultat in svojo edino uvrstitev med dobitnike točk dosegel s šestim mestom na kontroverzni dirki za Veliko nagrado ZDA, kjer je dirkalo le šest dirkačev.

## Rezultati

### Formula 3000
(odebeljene dirke pomenijo najboljši štartni položaj, poševne pa najhitrejši krog)
| Leto | Moštvo          | Šasija      | Motor         | Gume | 1       | 2       | 3       | 4       | 5       | 6       | 7       | 8      | 9       | 10      | 11     | 12      | Prv | Toč |
| ---- | --------------- | ----------- | ------------- | ---- | ------- | ------- | ------- | ------- | ------- | ------- | ------- | ------ | ------- | ------- | ------ | ------- | --- | --- |
| 2001 | Red Bull Junior | Lola B99/50 | Zytek V8      | A    | BRA Ret | SMR 5   | ESP 8   | AUT Ret | MON Ret | EUR 10  | FRA 4   | GBR 19 | GER 11  | HUN 4   | BEL 10 | ITA Ret | 13. | 8   |
| 2002 | Red Bull Junior | Lola B02/50 | Zytek-Judd KV | A    | BRA 10  | SMR 5   | ESP 11  | AUT 5   | MON 2   | EUR 4   | GBR 7   | FRA 7  | GER Ret | HUN 6   | BEL 16 | ITA Ret | 10. | 14  |
| 2003 | Red Bull Junior | Lola B02/50 | Zytek-Judd KV | A    | SMR 2   | ESP Ret | AUT Ret | MON Inj | EUR Inj | FRA Ret | GBR 5   | GER 3  | HUN 1   | ITA 2   |        |         | 5.  | 36  |
| 2004 | Super Nova      | Lola B02/50 | Zytek-Judd KV | A    | SMR 9   | ESP 4   | MON 5   | EUR Ret |         |         |         |        |         |         |        |         | 5.  | 33  |
| 2004 | Coloni          | Lola B02/50 | Zytek-Judd KV | A    |         |         |         |         | FRA 3   | GBR 5   | GER DNS | HUN 1  | BEL 5   | ITA Ret |        |         | 5.  | 33  |

### Formula 1
(legenda) (odebeljene dirke pomenijo najboljši štartni položaj, poševne pa najhitrejši krog, †-uvrščen kljub odstopu)
| Leto | Moštvo           | Šasija        | Motor        | 1      | 2       | 3      | 4       | 5       | 6       | 7     | 8       | 9     | 10      | 11    | 12  | 13  | 14  | 15  | 16  | 17  | 18  | 19  | Prv | Toč |
| ---- | ---------------- | ------------- | ------------ | ------ | ------- | ------ | ------- | ------- | ------- | ----- | ------- | ----- | ------- | ----- | --- | --- | --- | --- | --- | --- | --- | --- | --- | --- |
| 2005 | Minardi Cosworth | Minardi PS04B | Cosworth V10 | AVS 17 | MAL Ret | BAH 12 |         |         |         |       |         |       |         |       |     |     |     |     |     |     |     |     | 21. | 3   |
| 2005 | Minardi Cosworth | Minardi PS05  | Cosworth V10 |        |         |        | SMR Ret | ŠPA Ret | MON Ret | EU 18 | KAN Ret | ZDA 6 | FRA Ret | VB 19 | NEM | MAD | TUR | ITA | BEL | BRA | JAP | KIT | 21. | 3   |